# 蜥形克隆甲鯰
蜥形克隆甲鯰，為輻鰭魚綱鯰形目甲鯰科的其中一種，為熱帶淡水魚，分布於南美洲Baia de Paranagua河流域與Ribeira de Iguape河流域，體長可達7公分，棲息在底層水域，生活習性不明。

## 扩展阅读
維基物種上的相關：蜥形克隆甲鯰